# Liste der Straßen und Plätze im 2. Arrondissement (Paris)
Diese Liste führt alle Straßen und Plätze im 2. Arrondissement von Paris auf.

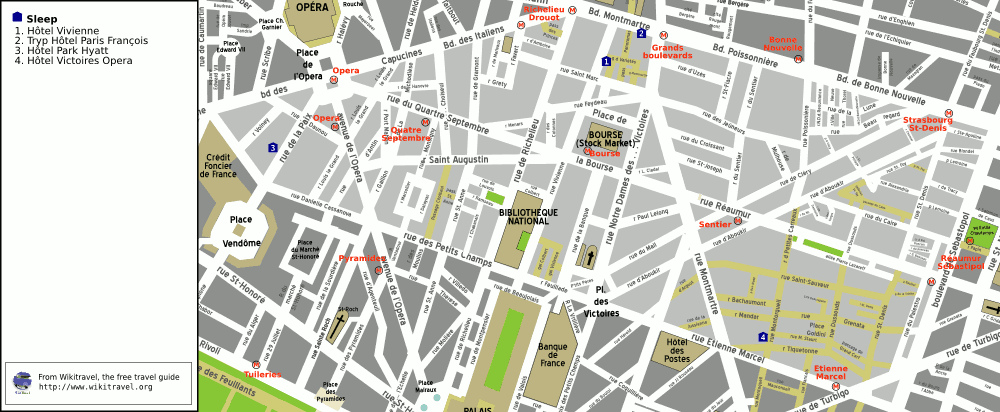
Plan des 2. Arrondissements von Paris

## Liste

### A
- Voie A/2
- Rue d’Aboukir
- Rue d’Alexandrie
- Rue d’Amboise
- Rue d’Antin
- Rue d’Argout

### B
- Rue Bachaumont
- Rue de la Banque
- Passage Basfour
- Rue Beauregard
- Cité Beaurepaire
- Passage Ben-Aïad
- Rue Blondel
- Place Boieldieu
- Boulevard de Bonne-Nouvelle
- Passage du Bourg-l’Abbé
- Place de la Bourse
- Rue de la Bourse
- Rue Brongniart

### C
- Galerie du Caire
- Passage du Caire
- Place du Caire
- Rue du Caire
- Rue des Capucines
- Boulevard des Capucines
- Rue Chabanais
- Rue Chénier
- Rue Cherubini
- Passage Choiseul
- Rue de Choiseul
- Passage de Cléry
- Rue de Cléry
- Galerie Colbert
- Passage Colbert
- Rue Colbert
- Rue des Colonnes
- Rue du Croissant

### D
- Rue Dalayrac
- Rue de Damiette
- Rue Danielle-Casanova
- Rue Daunou
- Rue des Degrés
- Rue Dussoubs

### E
- Rue Étienne-Marcel

### F
- Rue Favart
- Galerie Feydeau
- Rue Feydeau
- Rue des Filles-Saint-Thomas
- Rue des Forges
- Rue Française

### G
- Place Gaillon
- Rue Gaillon
- Place Goldoni
- Rue de Gramont
- Passage du Grand-Cerf
- Cour Greneta
- Rue Greneta
- Rue Grétry
- Rue Guérin-Boisseau

### H
- Rue de Hanovre

### I
- Boulevard des Italiens

### J
- Rue des Jeûneurs
- Rue de la Jussienne

### L
- Rue La Feuillade
- Rue de La Michodière
- Passage Lemoine
- Rue Léon-Cladel
- Rue Léopold-Bellan
- Rue Louis-le-Grand
- Rue de Louvois
- Rue du Louvre
- Rue Lulli
- Rue de la Lune

### M
- Rue du Mail
- Rue Mandar
- Rue Marie-Stuart
- Rue de Marivaux
- Rue Marsollier
- Rue Méhul
- Rue Ménars
- Rue Monsigny
- Rue Montmartre
- Boulevard Montmartre
- Cité Montmartre
- Galerie Montmartre
- Rue Montorgueil
- Rue de Mulhouse

### N
- Rue du Nil
- Rue Notre-Dame-de-Bonne-Nouvelle
- Rue Notre-Dame-de-Recouvrance
- Rue Notre-Dame-des-Victoires

### O
- Avenue de l’Opéra
- Place de l’Opéra

### P
- Rue de la Paix
- Rue de Palestro
- Passage des Panoramas
- Rue des Panoramas
- Rue Paul-Lelong
- Impasse des Peintres
- Rue des Petits-Carreaux
- Rue des Petits-Champs
- Passage des Petits-Pères
- Place des Petits-Pères
- Rue des Petits-Pères
- Allée Pierre-Lazareff
- Place Pierre-Lazareff
- Boulevard Poissonnière
- Rue Poissonnière
- Passage du Ponceau
- Rue du Ponceau
- Rue de Port-Mahon
- Passage des Princes

### Q
- Rue du Quatre-Septembre

### R
- Rue Rameau
- Rue Réaumur
- Rue de Richelieu
- Cour du Roi-François

### S
- Rue Saint-Augustin
- Rue Saint-Denis
- Boulevard Saint-Denis
- Galerie Saint-Denis
- Impasse Saint-Denis
- Rue Sainte-Anne
- Passage Sainte-Anne
- Rue Sainte-Apolline
- Galerie Sainte-Foy
- Passage Sainte-Foy
- Rue Sainte-Foy
- Rue Saint-Fiacre
- Rue Saint-Joseph
- Galerie Saint-Marc
- Rue Saint-Marc
- Rue Saint-Philippe
- Rue Saint-Sauveur
- Rue Saint-Spire
- Boulevard de Sébastopol
- Rue du Sentier

### T
- Rue Thorel
- Rue Tiquetonne
- Rue de Tracy
- Passage de la Trinité
- Rue de Turbigo

### U
- Rue d’Uzès

### V
- Galerie des Variétés
- Place des Victoires
- Rue Vide-Gousset
- Rue de la Ville-Neuve
- Rue Vivienne
- Galerie Vivienne
- Rue Volney